# Präsidentschaftswahl in Indien 1987

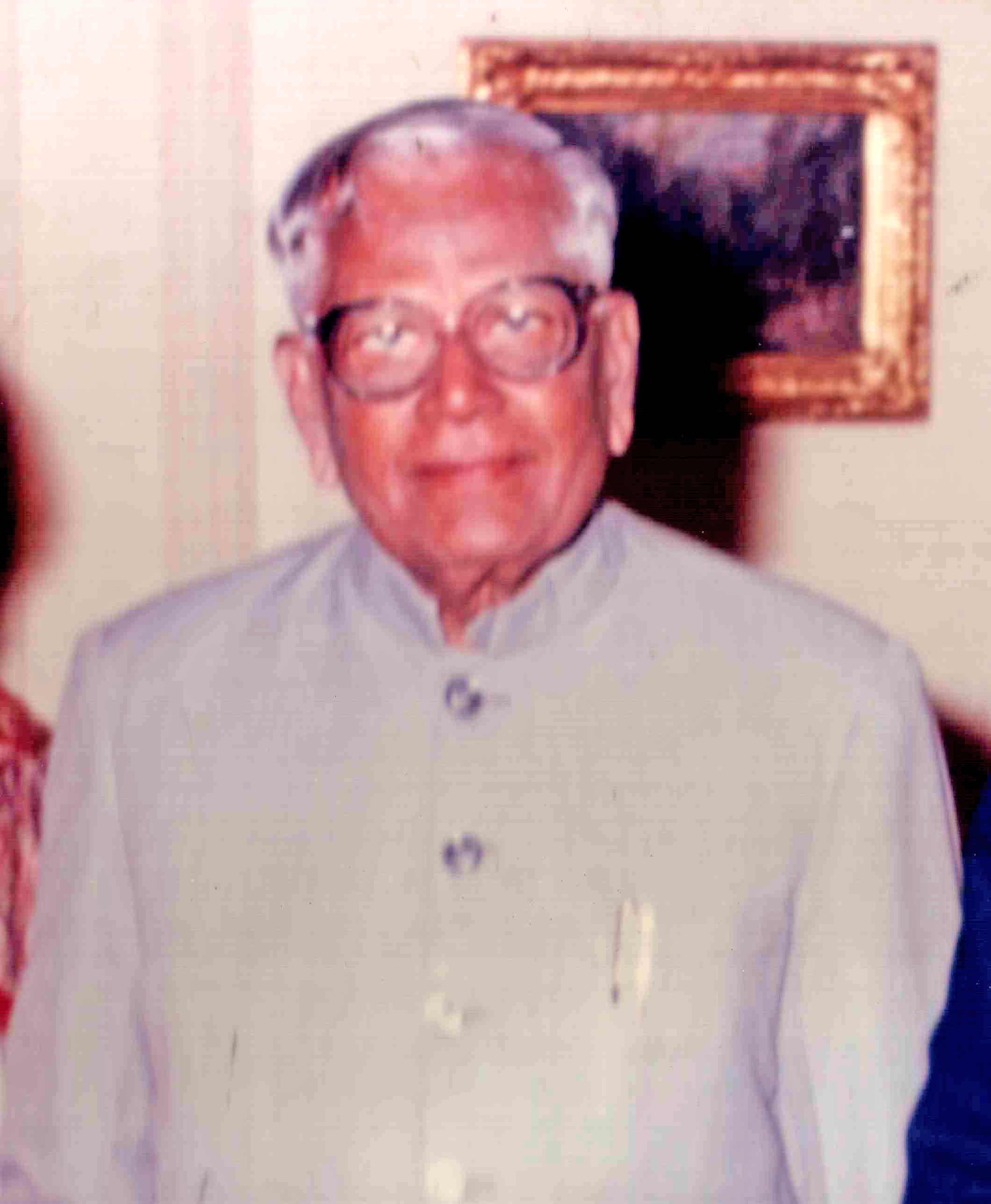
R. Venkataraman

Die Präsidentschaftswahl in Indien 1987 war die neunte Präsidentschaftswahl in der Geschichte des unabhängigen Indien und fand am 13. Juli 1987 statt. Gewählt wurde R. Venkataraman (Kongresspartei).

## Vorgeschichte
Bei der vorangegangenen Wahl 1982 war Giani Zail Singh auf Betreiben von Premierministerin Indira Gandhi zum Staatspräsidenten gewählt worden. Dieser galt als überaus loyaler Anhänger Indira Gandhis. Seine Loyalität zur Nehru-Gandhi-Familie stellte er gewissermaßen unter Beweis, als er nach der Ermordung Indira Gandhis am 31. Oktober 1984, ohne zuvor das Parlament zu konsultieren kurzerhand ihren Sohn Rajiv Gandhi zu ihrem Nachfolger im Amt des Premierministers ernannte. Das Agieren des Präsidenten und der Amtswechsel in der Art einer dynastischen Nachfolge stieß auf viel Kritik. Die anschließend angesetzten Parlamentswahlen konnte Rajiv Gandhi jedoch mit haushoher Mehrheit gewinnen. In der Folgezeit kam es zu einem zunehmenden Zerwürfnis zwischen Rajiv Gandhi und Giani Zail Singh, dessen genaue Gründe unbekannt sind. Sehr wahrscheinlich lagen die Gründe in der Enttäuschung des Präsidenten, der selbst ein Sikh war, über das passive bzw. sprunghafte Agieren Rajiv Gandhis angesichts der politischen Dauerkrise im Punjab. Der Kontakt zwischen dem Premierminister und dem Präsidenten erfolgte nur noch sporadisch und nur noch über Telefon. Rajiv Gandhi informierte den Präsidenten nicht über Auslandsbesuche, konsultierte ihn nicht in wichtigen politischen Fragen und versuchte auch, Staatsbesuche des Präsidenten im Ausland zu unterbinden. Der Präsident, ein alter Kongress-Parteigänger, nahm zunehmend Kontakt zur Opposition und zu parteiinternen Dissidenten in der Kongresspartei auf. Das Zerwürfnis wurde auch der Öffentlichkeit sichtbar und Rajiv Gandhi sah sich genötigt, im März 1987, als sich die Amtsperiode des Präsidenten dem Ende näherte, im Parlament eine Erklärung abzugeben, in der er bestritt, dass er den Präsidenten nicht informiert habe. Singh erwiderte daraufhin öffentlich, dass dies nicht mit den Fakten übereinstimme („at variance with [the facts]“) und zählte eine Reihe von Vorfällen auf. Daraufhin wurde im April 1987 ein Treffen zwischen Premierminister und Präsident anberaumt. Gandhi und seine Berater fürchteten anscheinend, dass Singh die Krise in der Kongresspartei, die durch verschiedene Korruptionsfälle, u. a. den sich ab April 1987 entfaltenden Bofors-Skandal verursacht war und in der Folge zum Parteiaustritt von zahlreichen prominenten Dissidenten (darunter führend V. P. Singh) führte, nutzen könnte, um Rajiv Gandhi abzusetzen, und einen anderen zum Nachfolger zu ernennen und die Kongresspartei zu spalten.
Teile der Opposition wollten sich das Zerwürfnis zwischen Premierminister und Präsident zunutze machen und erklärten ihre Bereitschaft zur Unterstützung einer erneuten Kandidatur Giani Zail Singhs. Jedoch sprachen sich die Kommunisten dagegen aus und Singh lehnte aufgrund der fehlenden Unterstützung eine erneute Kandidatur ab. Unter dem Druck der Kommunisten einigten sich die meisten Oppositionsparteien schließlich auf V. R. Krishna Iyer, einen pensionierten ehemaligen Richter am Obersten Gericht als gemeinsamen Kandidaten. Mit dieser Kandidatenauswahl war jedoch die Bharatiya Janata Party (BJP) nicht einverstanden und damit blieb die Opposition weiter gespalten.
Die Kongresspartei unter Führung Rajiv Gandhis legte sich auf den bisherigen Vizepräsidenten R. Venkataraman als Kandidaten für die Präsidentschaft fest. Als dritter unabhängiger Kandidat wurde der Rechtsanwalt Mithilesh Kumar aufgestellt.

## Wahl und Ergebnisse
Die Amtszeit von Giani Zail Singh endete am 24. Juli 1987. Die Wahltermine wurden am 10. Juni bekanntgegeben. Kandidatenvorschläge konnten bis zum 24. Juni 1987 eingereicht werden. Über die Zulassung der Kandidaten zur Wahl wurde am 25. Juli 1987 entschieden. Die Wahl fand am 13. Juli 1987 statt und die Stimmenauszählung erfolgte am 16. Juli 1987.
Das Wahlkollegium (Electoral College) setzte sich aus den 543 Parlamentariern der Lok Sabha und den 233 Abgeordneten der Rajya Sabha sowie aus den Abgeordneten der 25 gesetzgebenden Versammlungen der Bundesstaaten zusammen. Seit der Wahl 1982 hatte sich die Zahl der Parlamentarier etwas erhäöht, da zwischenzeitlich die Unionsterritorien Goa und Mizoram zu Bundesstaaten erhoben worden waren. Insgesamt umfasste das Wahlkollegium 4.695 Parlamentarier. Das Stimmgewicht der Parlamentarier aus Lok Sabha und Rajya Sabha lag bei 702, das der Abgeordneten aus den Bundesstaaten variierte zwischen 7 (Sikkim) und 208 (Uttar Pradesh). Kurz vor der Wahl kam es zu einer Kontroverse, ob 22 Mitglieder des Parlaments des Punjabs, die gegen die Geschäftsordnung verstoßen hatten und deswegen durch den Speaker disqualifiziert worden waren, mitwählen dürften. Letztlich entschied das Oberste Gericht, dass diese Stimmen mitgezählt werden sollten. Außerdem kamen Spekulationen in der Presse auf, dass Mithilesh Kumar, der dritte unabhängige Kandidat, der schon fortgeschrittenen Alters war und sich nicht der besten Gesundheit erfreute, möglicherweise in der Vorphase zur Wahl versterben oder einem Mordanschlag zum Opfer fallen könne. Die Wahl hätte daraufhin von Staatspräsident Singh für ungültig erklärt werden und dieser hätte möglicherweise doch noch die Regierung Rajiv Gandhis absetzen können. Mithilesh Kumar erhielt daraufhin eine umfangreiche Polizeieskorte und eine ständige ärztliche Betreuung, die darüber wachte, welche Nahrungsmittel er zu sich nahm, zugeordnet. Letztlich überstand er die heiße Phase vor der Wahl unversehrt.
Die Wahl ergab folgendes Ergebnis:
| Kandidat           | Stimmen   | Prozent |
| ------------------ | --------- | ------- |
| R. Venkataraman    | 740.148   | 72,28   |
| V. R. Krishna Iyer | 281.550   | 27,50   |
| Mithilesh Kumar    | 2.223     | 0,22    |
| Gesamt             | 1.023.921 | 100,0   |

R. Venkataraman wurde am 16. Juli 1987 für gewählt erklärt und trat sein Amt am 25. Juli 1987 an.
Der unterlegene Kandidat Mithilesh Kumar versuchte, die Gültigkeit der Wahl anzufechten, was jedoch vom Obersten Gericht am 16. Oktober 1987  zurückgewiesen wurde.